# 桃園市立會稽國民中學
桃園市立會稽國民中學（英文：Kuai Ji Junior High School），簡稱會稽國中、會中，位於台灣桃園市桃園區會稽地區。

## 校史沿革
- 2001年：8月1日於文昌國中辦公室成立桃園縣立會稽國民中學籌備處。
- 2004年：成立桃園縣立會稽國民中學，正式招收第一屆國一新生共7班。
- 2007年：6月校舍竣工，同年11月24日舉辦校舍全面落成啟用典禮暨校慶運動會。
- 2010年：奉准成立體育班。
- 2014年：12月25日，因應桃園縣升格改制為直轄市，更名為桃園市立會稽國民中學。

## 歷任校長
| 任期 | 姓名       | 任職日期  | 離職日期  | 備註                                                       |
| ---- | ---------- | --------- | --------- | ---------------------------------------------------------- |
| 1    | 簡如姬女士 | 2004年8月 | 2009年7月 | 原桃園縣立大園國民中學校長轉任，任內退休。                 |
| 2    | 張賜光先生 | 2009年8月 | 2012年7月 | 原桃園縣立龍潭國民中學校長轉任，任內退休。                 |
| 3    | 傅瑜雯女士 | 2012年8月 | 2019年7月 | 原桃園縣立幸福國民中學校長轉任，調任桃園市立慈文國民中學。 |
| 4    | 黃金增先生 | 2019年8月 | 2023年7月 | 原桃園市立永安國民中學校長轉任，調任桃園市立大坡國民中學。 |
| 5    | 李文義先生 | 2023年8月 | 現任      | 原桃園市立內壢國民中學輔導主任升任。                       |

## 學區
春日里、會稽里、檜樂里、寶民里、大興里（第7－24鄰），大興里（第1－6鄰）【為會稽、文昌國中共同學區】，汴洲里（第6、9－17、23－24、26－28、31鄰），汴洲里（第5、7、8、19鄰）【為經國、會稽國中共同學區】，寶山里（第1－9、19鄰）。

## 校園建築
- 文杏樓
- 春樂樓
- 夏越樓
- 秋閱樓
- 冬悅樓
- 活動中心
- 附設幼兒園

## 學校週邊
- 會稽國小
- 快樂國小
- 法務部矯正署敦品中學
- 大檜溪公園
- 晶悅國際飯店

## 外部連結
- 桃園市立會稽國民中學 （页面存档备份，存于）